# Current Cancer Drug Targets
Current Cancer Drug Targets is een internationaal, aan collegiale toetsing onderworpen wetenschappelijk tijdschrift op het gebied van de oncologie. De naam wordt in literatuurverwijzingen meestal afgekort tot Curr. Cancer Drug Targets. Het wordt uitgegeven door Bentham Science Publishers en verschijnt 9 keer per jaar. Het eerste nummer verscheen in 2001.